# Krasivaja Meča
Krasivaja Meča (rusky Красивая Меча) je řeka v Tulské a Lipecké oblasti v Rusku. Je dlouhá 244 km. Povodí má rozlohu 6000 km².

## Průběh toku
Protéká východní částí Středoruské vysočiny. Ústí zprava do Donu (úmoří Azovského moře).

## Vodní režim
Zdrojem vody jsou především sněhové srážky. Nejvyšších vodních stavů dosahuje v březnu a v dubnu. Průměrný roční průtok vody ve vzdálenosti 22 km od ústí činí 30,2 m³/s a maximální 1360 m³/s. Zamrzá v listopadu až na začátku prosince a rozmrzá v březnu až na začátku dubna.

## Využití
Na řece leží město Jefremov.